# قصة الغرانيق
قصة الغرانيق هي رواية وردت في بعضِ كُتب التاريخ والتفسير، أنكرها العديد من العلماء والمفسرين المعاصرين وأجمعوا على عدم صحتها وكذبها ووضعها، تقول القصة أن النبي محمد كان يصلي بالناس في مكة ويقرأ سورة النجم، فألقى الشيطان في أثناء قراءته كلماتٍ على لسانه فيها الثناء على آلهة المشركين وإثبات الشفاعة لها عند الله، وهذه الكلمات هي: (تلك الغرانيق العُلى، وإن شفاعتهن لَتُرتَجَى) وأن المشركين لما سمعوا ذلك فرحوا واطمأنوا وسجدوا مع النبي محمد لأنه أثنى على آلهتهم وذكرها بخير في صلاته. فكانت هذه الحادثة سببا لنزول الآية 52 من سورة الحج ﴿وَمَا أَرْسَلْنَا مِنْ قَبْلِكَ مِنْ رَسُولٍ وَلَا نَبِيٍّ إِلَّا إِذَا تَمَنَّى أَلْقَى الشَّيْطَانُ فِي أُمْنِيَّتِهِ فَيَنْسَخُ اللَّهُ مَا يُلْقِي الشَّيْطَانُ ثُمَّ يُحْكِمُ اللَّهُ آيَاتِهِ وَاللَّهُ عَلِيمٌ حَكِيمٌ ۝٥٢﴾ [الحج:52]
ولهذه الرواية أصل في صحيح البخاري كما ذكر غير واحد من المفسرين إلا أن الرواية في صحيح البخاري تختلف عنها في عدة اختلافات، فرواية البخاري لم تذكر الغرانيق مطلقًا، حيث الصحيح أن نص الرواية في البخاري يختلف عن النص الشهير الذي أورده عدد من المؤرخين.

## المعنى اللغوي
ذكر بعض مفسري القرآن مثل الطبري أن (قصة الغرانيق) كانت سببًا لنزول الآية 52 من سورة الحج: ﴿وَمَا أَرْسَلْنَا مِنْ قَبْلِكَ مِنْ رَسُولٍ وَلَا نَبِيٍّ إِلَّا إِذَا تَمَنَّى أَلْقَى الشَّيْطَانُ فِي أُمْنِيَّتِهِ فَيَنْسَخُ اللَّهُ مَا يُلْقِي الشَّيْطَانُ ثُمَّ يُحْكِمُ اللَّهُ آيَاتِهِ وَاللَّهُ عَلِيمٌ حَكِيمٌ ۝٥٢ لِيَجْعَلَ مَا يُلْقِي الشَّيْطَانُ فِتْنَةً لِلَّذِينَ فِي قُلُوبِهِمْ مَرَضٌ وَالْقَاسِيَةِ قُلُوبُهُمْ وَإِنَّ الظَّالِمِينَ لَفِي شِقَاقٍ بَعِيدٍ ۝٥٣﴾ [الحج:52–53]. يقول الطبري في تفسيره للآية السابقة: «قيل: إن السبب الذي من أجله أنـزلت هذه الآية على رسول الله صلى الله عليه وسلم، أن الشيطان كان ألقى على لسانه في بعض ما يتلوه مما أنـزل الله عليه من القرآن ما لم ينـزله الله عليه, فاشتدّ ذلك على رسول الله صلى الله عليه وسلم واغتمَّ به، فسلاه الله مما به من ذلك بهذه الآيات.».
واختلف المفسرون في معنى (تمنى) و (أمنيته) والأصح أن (تمنى) من (الأمنية) وهي التلاوة والقراءة، فالعرب كانوا يستخدمون لفظ (التمني) بمعنى القراءة، ودليلهم على ذلك ما قاله الشاعر والصحابي حسان بن ثابت لما قتل عثمان بن عفان:
ومعنى (تمنى كتاب الله) أي: تلاه وقرأه من (أول ليلة)، حتى إذا بلغ آخر الليل قام عليه القتلة فقتلوه، فتلقى حمام قدره.
وعلى هذا المعنى جمهور المفسرين ونقله إبن كثير عن أكثرهم، بل إن ابن القيم الجوزي عزاه إلى السلف قاطبة فيقول في كتابه إغاثة اللهفان: «والسلف كلهم على أن المعنى : إذا تلا ألقى الشيطان في تلاوته» وإلى هذا المعنى أيضا ذهب القرطبي فقال في تفسيره: «وقد قال سليمان بن حرب : إن ( في ) بمعنى عنده ؛ أي ألقى الشيطان في قلوب الكفار عند تلاوة النبي - صلى الله عليه وسلم - ؛ كقوله - عز وجل - : ولبثت فينا أي عندنا . وهذا هو معنى ما حكاه ابن عطية ، عن أبيه ، عن علماء الشرق ، وإليه أشار القاضي أبو بكر بن العربي».
أما الغرانيق: جمع غرنوق وهو طير أبيض طويل العنق، كان المشركون يزعمون أن الأصنام تقرّبهم من الله وتشفع لهم إليه، فشبههوها بالطيور التي تعلوترتفع في السماء.

## قصة الغرانيق في كتابات المستشرقين
وردت قصة الغرانيق في كتاب (تاريخ الشعوب الإسلامية) للمستشرق الألماني كارل بروكمان إذ يقول عن النبي محمد: «ولكنه على ما يظهر اعترف بالسنوات الأولى من بعثته بآلهه الكعبة الثلاث اللواتي كان مواطنوه يعتبرونها بنات الله، ولقد أشار إليهن في إحدى الآيات الموحاة بقوله:(تلك الغرانيق العلى وإن شفاعتهم ترتضى)» .وقد تبنى هذا القول بعض المفكرين المعاصرين مثل سلمان رشدي في كتابه (آيات شيطانية) الذي اعتبر أن الأحاديث الواردة في صحيح البخاري ومسلم عن سجود النبي ومن معه من المسلمين والمشركين والجن والإنس هي إثبات لصحة رواية الغرانيق، بالرغم من أن الإمام البخاري ومسلم لم يذكرا الرواية أبدًا في صحيحهما بتلك الألفاظ ولم يشيرا إليها لا من قريب ولا بعيد.
ومن الملاحظ أن كارل بروكمان قد قطع بصحة رواية الغرانيق لمجرد أنها ذكرت في كتاب تاريخ الطبري أو المسمى بـ (تاريخ الأمم والملوك) الذي ألفه المؤرخ إبن جرير الطبري، بالرغم من أن الطبري نفسه قد ذكر في مقدمة كتابه بأنه كان يكتب كل ما كان يسمعه من الناس سواءًا كان صحيحًا أم خاطئًا، كما هو بدون زيادة أو نقصان من باب الأمانة العلمية، تاركًا للقارى حرية قبول الرواية أو رفضها، يقول الطبري في مقدمة كتابه:«وليعلم الناظر في كتابنا هذا أن اعتمادي في كل ما أحضرت ذكره فيه مما شرطت أني راسمه فيه إنما هو على ما رويت من الأخبار التي أنا ذاكرها فيه والآثار التي أنا مسندها إلى رواتها فيه دون ما أدرك بحجج العقول واستنبط بفكر النفوس إلا اليسير القليل منه إذ كان العلم بما كان من أخبار الماضين وما هو كائن من أنباء الحادثين غير واصل إلى من لم يشاهدهم ولم يدرك زمانهم إلا بإخبار المخبرين ونقل الناقلين دون الاستخراج بالعقول والاستنباط بفكر النفوس فما يكن في كتابي هذا من خبر ذكرناه عن بعض الماضين مما يستنكره قارئه أو يستشنعه سامعه من أجل أنه لم يعرف له وجها في الصحة ولا معنى في الحقيقة فليعلم أنه لم يؤت في ذلك من قبلنا وإنما أتي من قبل بعض ناقليه إلينا وأنا إنما أدينا ذلك على نحو ما أدي إلينا».

## تخريج القصة في كتب الحديث والتفسير
| يَحكِي عبدُ اللهِ بنُ مَسعودٍ أنَّ النبيَّ محمد قرَأَ سُورةَ النَّجمِ فسَجَد بها، وكان ذلك بمكَّةَ، والسُّجدةُ هي التي في آخِرِ السُّورةِ في قولِه تعالَى: {فَاسْجُدُوا لِلَّهِ وَاعْبُدُوا} [النجم: 62]، فما بقِيَ أحدٌ مِن القَومِ إلَّا سجَدَ معه ، يعني: ممَّن رَآهُم ابنُ مَسعودٍ واطَّلَعَ عليهم، أو ممَّن كان حاضرًا قِراءتَه مِن المُسلِمينَ والمشركينَ، والجنِّ والإنسِ، كما في رِوايةِ البُخاريِّ عن ابنِ عبَّاسٍ. وقِيلَ في سَببِ سُجودِ المشركينَ مع كَونِهم لا يُؤمِنون بالقرآنِ: إنَّها أوَّلُ سَجدةٍ نَزَلتْ، فأرادوا مُعارَضةَ المسلمينَ بالسَّجدةِ لِمَعبودِهم هم وليس للهِ؛ حيث إنَّ المسلمينَ سَجَدوا للهِ تعالى، فأراد المشرِكون مُخالفتَهم في سُجودِهم للهِ، فسَجَدوا يَقصِدون آلهتَهم، وهذا مُوافقٌ لِما همْ عليه مِن العِنادِ، والتَّكبُّرِ عن الحقِّ، وانتصارِهِم لآلهتِهِم. أو وقَعَ ذلك السُّجودُ منهم بِلا قَصدٍ، وكأنَّ القرآنَ بنَظْمِه وبَلاغتِه أخَذَ بعُقولِهم وقُلوبِهم، فما تَمالَكوا أنفُسَهم فسَجَدوا لَمَّا سَمِعوا: {فَاسْجُدُوا لِلَّهِ وَاعْبُدُوا} [النجم: 62]، أو خافوا في ذلك المجلِسِ مِن مُخالفتِهم. ثمَّ أخبَرَ عبدُ اللهِ بنُ مَسعودٍ رَضيَ اللهُ عنه أنَّ رجُلًا مِن الحاضرينَ تَكبَّرَ عن السُّجودِ، واكْتَفى بأخْذِ كَفٍّ مِن حَصًى أو تُرابٍ فرفَعَه إلى وَجْهِه، وقال: يَكْفِيني هذا! وهذا الرجُلُ هو أُمَيَّةُ بنُ خَلَفٍ، قال عبدُ اللهِ بنُ مَسعودٍ رَضيَ اللهُ عنه: فلقدْ رَأيْتُ هذا الرجُلَ المُتكبِّرَ فيما بعْدُ قُتِلَ كافرًا. وفي القُرآنِ خَمسةَ عشَرَ مَوضعًا يُسجَدُ فيها سُجودُ التِّلاوةِ علَى المشهورِ. ويُقالُ في سُجودِ التِّلاوةِ ما يُشرَعُ قولُه في سُجودِ الصَّلاةِ مِن التَّسبيحِ والدُّعاءِ. وفي الحديثِ: مَشروعيَّةُ السُّجودِ في سُورةِ (النَّجمِ). وفيه: ذمُّ الكِبرِ، والتَّنفيرُ منه. |
| —الموسوعة الحديثية- شروح الأحاديث |

لم يذكر الإمام البخاري ولا الإمام مسلم في صحيحيهما (صحيح البخاري وصحيح مسلم) قصة الغرانيق، وهي من كتب الحديث النبوي التي لها مكانة خاصة عند المسلمين، إذ يجمع المسلمون في العالم تقريبًا على صحة ما ورد فيها من أحاديث باعتبار أنها نقلت عن النبي محمد مباشرة، وأن الأحاديث المذكورة في هذين الكتابين قد رواها عدد من الصحابة المشهود لهم بالصدق والأمانة.
صحيح البخاري
روى الإمام البخاري في صحيحه أربعة أحاديث عن سجود النبي محمد ومن معه من المسلمين والمشركين والجن والإنس أثناء قراءته لسورة النجم، لم يذكر فيها قصة الغرانيق ولا حتى كلمة (غرانيق) في كتابه (صحيح البخاري) أما الأحاديث فهي:
- «حدثنا حفص بن عمر قال: حدثنا شعبة، عن أبي إسحق، عن الأسود، عن عبد الله رضي الله عنه: أن النبي صلى الله عليه وسلم قرأ سورة النجم فسجد بها، فما بقي أحد من القوم إلا سجد، فأخذ رجل من القوم كفا من حصى، أو تراب، فرفعه إلى وجهه، وقال: يكفيني هذا، فلقد رأيته بعد قتل كافرا.».[13]

- «حدثنا عبدان بن عثمان قال: أخبرني أبي، عن شعبة، عن أبي إسحاق، عن الأسود، عن عبد الله رضي الله عنه، عن النبي صلى الله عليه وسلم : أنه قرأ والنجم فسجد بها، وسجد من معه، غير أن شيخا أخذ كفا من تراب فرفعه إلى جبهته، فقال: يكفني هذا، قال عبد الله: فلقد رأيته بعد قتل كافرا.».[14]

- «عَنْ ابْنِ عَبَّاسٍ رَضِيَ اللَّهُ عَنْهُمَا : ( أَنَّ النَّبِيَّ صَلَّى اللَّهُ عَلَيْهِ وَسَلَّمَ سَجَدَ بِالنَّجْمِ ، وَسَجَدَ مَعَهُ الْمُسْلِمُونَ وَالْمُشْرِكُونَ وَالْجِنُّ وَالإِنْسُ )».[15]
- «عَنْ عَبْدِ اللَّهِ بن مسعود رَضِيَ اللَّهُ عَنْهُ قَالَ : ( أَوَّلُ سُورَةٍ أُنْزِلَتْ فِيهَا سَجْدَةٌ ( وَالنَّجْمِ ) قَالَ : فَسَجَدَ رَسُولُ اللَّهِ صَلَّى اللَّهُ عَلَيْهِ وَسَلَّمَ ، وَسَجَدَ مَنْ خَلْفَهُ ، إِلاَّ رَجُلاً رَأَيْتُهُ أَخَذَ كَفًّا مِنْ تُرَابٍ فَسَجَدَ عَلَيْهِ ، فَرَأَيْتُهُ بَعْدَ ذَلِكَ قُتِلَ كَافِرًا ، وَهُوَ أُمَيَّةُ بْنُ خَلَف)».[16]

صحيح مسلم
روى الإمام مسلم في صحيحه حديثًا واحدًا فقط عن سجود النبي محمد ومن معه من المسلمين والمشركين والجن والإنس أثناء قراءته لسورة النجم، لم يذكر فيها ايضًا قصة الغرانيق ولا حتى كلمة (غرانيق) وجاء هذا الحديث في باب (سجود التلاوة) كما يلي:
- «حدثنا محمد بن المثنى ومحمد بن بشار. قالا: حدثنا محمد بن جعفر. حدثنا شعبة عن أبي إسحاق. قال: سمعت الأسود يحدث عن عبدالله، عن النبي صلى الله عليه وسلم ؛ أنه قرأ: والنجم. فسجد فيها. وسجد من كان معه. غير أن شيخا أخذ كفا من حصى أو تراب فرفعه إلى جبهته وقال: يكفيني هذا. قال عبدالله: لقد رأيته، بعد، قتل كافرا.»

### تخريج القصة
لا تذكر الأحاديث السابقة سبب سجود المشركين مع المسلمين في صلاة خاصة بالمسلمين وكيف كانوا يصلون معهم أساسًا، وللإجابة عن هذا السؤال ذَكَرت كتب أخرى (غير البخاري ومسلم) ككتب السير والتاريخ وكتب شروحات الأحاديث (قصة الغرانيق)، وهي القصة التي تفسر من وجهه نظر كاتبها (سواءً كان مفسرًا للقرآن أم مؤرخ) سبب سجود المشركين مع المسلمين والنبي محمد في صلاتهم وسببَ استجابتهم لأمر الله، وخلاصة هذه القصة أن الشيطان ألقى على لسان النبي محمد عندما كان يقرأ سورة النجم كلماتٍ فيها الثناء على آلهه المشركين وإثبات الشفاعة لها عند الله وهذه الكلمات هي: (تلك الغرانيق العُلى، وإن شفاعتهن لَتُرتَجَى) وأن المشركين لما سمعوا ذلك فرحوا واطمأنوا وسجدوا مع النبي محمد.
وقد وردت (قصة الغرانيق) في العديد من كتب الحديث الأخرى وكتب التفسير مع اختلاف يسير بين الألفاظ، وأغلب هذه الروايات كما يراها العديد من علماء الحديث المسلمين لا تصح نسبتها إلى النبي محمد لأنها تخالف شروط الحديث الصحيح، بل إن بعض رواتها مطعون في صدقهم ومنهم من هو متهم بالكذب والتدليس، وبعض الرويات الأخرى لقصة الغرانيق هي من الأحاديث المرسلة وهي الأحاديث التي لم يعاصر فيها الرواي النبي محمد ولم يسمع منه مباشرة لينقل كلامه ولم يكن حتى شاهدًا على الحادثة، والأحاديث المرسلة عند علماء الحديث تصنف على أنها أحاديث ضعيفة. أما (قصة الغرانيق) فقد وردت بصيغ مختلفة في المصادر الإسلامية كما يلي:
| الرقم | الحديث | الرواي                                           | المحدث               | المصدر                         | خلاصة حكم المحدث |
| ----- | --- | ------------------------------------------------ | -------------------- | ------------------------------ | --- |
| 1     | قصَّةُ الغَرانيقِ |                                                  | ابن خزيمة            | فتح القدير                     | من وضع الزنادقة |
| 2     | قصَّةُ الغَرانيقِ | عبدالله بن عباس                                  | محمد الأمين الشنقيطي | رحلة الحج                      | فيه الكلبي وهو ضعيف جدا بل متروك |
| 3     | قصَّةُ الغَرانيقِ |                                                  | محمد الأمين الشنقيطي | رحلة الحج                      | لم تثبت من طريق متصلة |
| 4     | أحاديثُ قصةِ الغرانيقِ |                                                  | ابن باز              | مجموع فتاوى ابن باز            | أحاديث مرسلة |
| 5     | حديثُ قصةِ الغرانيقِ |                                                  | ابن باز              | مجموع فتاوى ابن باز            | ليس فيها حديث صحيح |
| 6     | حديثُ قصَّةِ الغَرانيقِ العُلَى |                                                  | ابن حجر العسقلاني    | الكافي الشاف                   | له متابعات يعتضد بها ليس فيها اضطراب وروي من طريق ضعيفة                                                                                                 |
| 7     | قرأَ رسولُ اللَّهِ صلَّى اللَّهُ عليهِ وسلَّمَ بمكَّةَ النَّجمَ فلمَّا بلغَ هذا الموضِعَ أَفَرَأَيْتُمُ اللَّاتَ وَالْعُزَّى وَمَنَاةَ الثَّالِثَةَ الْأُخْرَى ألقَى الشَّيطانُ على لسانِهِ تلكَ الغَرانيقُ العُلَى وإنَّ شفاعتَهُنَّ لتُرتَجى قالوا ما ذكَرَ آلهتَنا بخيرٍ قبلَ اليومِ فسجدَ وسجدوا ثُمَّ جاءهُ جبريلُ بعدَ ذلكَ قال اعرِضْ عليَّ ما جئتُكَ به فلمَّا بلغ تلكَ الغَرانيقُ العُلَى وإنَّ شفاعتَهُنَّ لتُرتَجى قال له جبريلُ لم آتِكَ بهذا هذا من الشَّيطانِ فأنزل اللَّهُ وَمَا أَرْسَلْنَا مِنْ قَبْلِكَ مِنْ رَسُولٍ وَلَا نَبِيٍّ | سعيد بن جبير                                     | السيوطي              | الدر المنثور                   | إسناده صحيح |
| 8     | أنَّ رسولَ اللهِ صلَّى اللهُ عليه وسلَّم قرأ أَفَرَأَيْتُمُ اللَّاتَ وَالْعُزَّى * وَمَنَاةَ الثَّالِثَةَ الْأُخْرَى تلك الغرانيقُ العلَى ، وشفاعتُهنَّ ترتجَى ، ففرِح بذلك المشركون، وقالوا: قد ذكر آلهتَنا، فجاءه جبريلُ فقال: اقرَأْ ما جئتُك به قال: فقرأ أَفَرَأَيْتُمُ اللَّاتَ وَالْعُزَّى * وَمَنَاةَ الثَّالِثَةَ الْأُخْرَى تلك الغرانيقُ العلَى، وشفاعتُهنَّ تُرتجَى، فقال: ما أتيتُك بهذا، هذا عن الشَّيطانِ، أو قال: هذا من الشَّيطانِ، لم آتِك بها، فأنزل اللهُ وَمَا أَرْسَلْنَا مِنْ قَبْلِكَ مِنْ رَسُولٍ وَلَا نَبِيٍّ إِلَّا إِذَا تَمَنَّى أَلْقَى الشَّيْطَانُ فِي أُمْنِيَّتِهِ إلى آخرِ الآيةِ. | عبدالله بن عباس                                  | الألباني             | نصب المنجنيق لنسف قصة الغرانيق | إسناد رجاله كلهم ثقات وكلهم من رجال التهذيب إلا من دون ابن عرعرة، ليس فيهم من ينبغي النظر فيه غير أبي بكر محمد بن علي المقري البغدادي                   |
| 9     | إنَّ رسولَ اللهِ صلَّى اللهُ عليه وسلَّمَ قرَأَ: {أَفَرَأَيْتُمُ اللَّاتَ وَالْعُزَّى (19) وَمَنَاةَ الثَّالِثَةَ الْأُخْرَى} [النجم: 19، 20]، تلك الغَرانيقُ العُلَى، وإنَّ شَفاعتَهنَّ لَتُرْتَجى. ففرِحَ المُشرِكونَ بذلك وقالوا: قد ذكَرَ آلهتَنا، فجاءه جِبريلُ فقال: اقرَأْ عليَّ ما جِئْتُ به، فقرَأَ: {أَفَرَأَيْتُمُ اللَّاتَ وَالْعُزَّى (19) وَمَنَاةَ الثَّالِثَةَ الْأُخْرَى} [النجم: 19، 20]، تلك الغَرانيقُ العُلَى، وإنَّ شَفاعتَهنَّ لَتُرْتَجى، فقال: ما أتَيْتُك بهذا، هذا مِن الشَّيطانِ، فأنزَلَ اللهُ: {وَمَا أَرْسَلْنَا مِنْ قَبْلِكَ مِنْ رَسُولٍ وَلَا نَبِيٍّ إِلَّا إِذَا تَمَنَّى} [الحج: 52] الآيةَ. | عبدالله بن عباس                                  | الشوكاني             | فتح القدير                     | الروايات في هذا الباب إما مرسلة أو منقطعة لا تقوم الحجة بشيء منها                                                                                       |
| 10    | قال ابنُ عباسٍ: إنَّ شيطانًا يُقالُ له: الأبيضُ، كان قد أتى رسولَ اللهِ صلَّى اللهُ عليْهِ وسلَّمَ في صورةِ جبريلَ عليه السلامُ، وألقى في قراءةِ النبيِّ صلَّى اللهُ عليْهِ وسلَّمَ: تلك الغرانيقُ العُلا ، وإنَّ شفاعتَهنَّ لَتُرْتجى |                                                  | القرطبي              | تفسير القرطبي                  | ضعيف |
| 11    | أنَّ رسولَ اللهِ صلَّى اللهُ عليهِ وسلَّمَ قرأ سورةً وهو بمكةَ، فأتى على هذه الآيةِ (أَفَرَأَيْتُمُ اللَّاتَ وَ الْعُزَّى * وَ مَنَاةَ الثَّالِثَةَ الْأُخْرَى) فألقى الشيطانُ على لسانِه " أنهنَّ الغرانيقُ العُلى " فأنزل اللهُ: وَ مَا أَرْسَلْنَا مِنْ قَبْلِكَ. . . | عبدالله بن عباس                                  | الألباني             | نصب المنجنيق لنسف قصة الغرانيق | روي من طرق ثلاث كلها ضعيفة |
| 12    | قرأ رسولُ اللهِ صلَّى اللهُ عليهِ وسلَّمَ بمكةَ وَالنَّجْمِ فلما بلغ أَفَرَأَيْتُمُ اللَّاتَ وَالْعُزَّى وَمَنَاةَ الثَّالِثَةَ الْأُخْرَى ألقى الشيطانُ على لسانِه: تلك الغرانيقُ العُلى ، وإنَّ شفاعتهن لتُرتجى . فقال المشركون: ما ذكر آلهتنا بخيرٍ قبل اليومِ، فسجد وسجدوا. فنزلت هذه الآيةُ | أبو بشير الأنصاري                                | ابن حجر العسقلاني    | فتح الباري                     | كلها سوى طريق سعيد بن جبير إما ضعيف وإما منقطع، لكن كثرة الطرق تدل على أن للقصة أصلا، مع أن لها طريقين آخرين مرسلين رجالهما على شرط الصحيحين            |
| 13    | قرَأَ رسولُ اللهِ صلَّى اللهُ عليه وسلَّمَ بمكَّةَ النَّجْمَ فلمَّا بلَغَ: {أَفَرَأَيْتُمُ اللَّاتَ وَالْعُزَّى * وَمَنَاةَ الثَّالِثَةَ الْأُخْرَى} [النجم: 19، 20] ألْقى الشَّيطانُ على لِسانِهِ {تِلْكَ الْغَرَانِيقُ الْعُلَا * وَإِنَّ شَفَاعَتَهُنَّ لَتُرْتَجَى}، فقال المُشركونَ: ما ذكَرَ آلهتَنا بخَيرٍ قَبلَ اليَومِ فسَجَدَ وسَجَدوا؛ فنَزَلَتْ هذه الآيةُ. | سعيد بن جبير                                     | القسطلاني            | إرشاد الساري                   | [رواها عدة] وكلها مراسيل وقد طعن فيها غير واحد من الأئمة حتى قال ابن إسحاق: وقد سئل عنها هي من وضع الزنادقة وقال البيهقي غير ثابتة نقلًا ورواتها مطعونون |
| 14    | قرأ النَّبيُّ صلَّى اللهُ عليه وسلَّم بمكَّةَ: { وَالنَّجْمِ } فلمَّا بلغ: { أَفَرَأَيْتُمُ اللَّاتَ وَالْعُزَّى (19) وَمَنَاةَ الثَّالِثَةَ الْأُخْرَى (20) } ألقَى الشَّيطانُ على لسانِه: تلك الغرانيقُ العُلا ، وإن شفاعتَهنَّ لتُرتجَى ، فقال المشركون: ما ذكر آلهتَنا بخيرٍ قبل اليومِ فسجد وسجدوا، فنزلت: { وَمَا أَرْسَلْنَا مِنْ قَبْلِكَ مِنْ رَسُولٍ وَلَا نَبِيٍّ ... } الآيةَ | سعيد بن جبير                                     | السيوطي              | لباب النقول                    | إسناده صحيح |
| 15    | لما نزلت هذه الآيةُ: أَفَرَءَيْتُمُ الَّلاتَ وَالْعُزَّى، قرأها رسولُ اللهِ صلَّى اللهُ عليهِ وسلَّم فقال: " تلك الغرانيقُ العُلى ، وإنَّ شفاعتهنَّ لَتُرتجى " فسجد رسولُ اللهِ صلَّى اللهُ عليهِ وسلَّم، فقال المشركون: إنه لم يَذكرْ آلهتَهم قبلَ اليومِ بخيرٍ، فسجد المشركون معه، فأنزل اللهُ: وَمَآ أَرْسَلْنَا مِنْ قَبْلِكَ مِنْ رَسُولٍ . . إلى قوله: عَذَابُ يَوْمٍ عَقِيمٍ | سعيد بن جبير                                     | الألباني             | نصب المنجنيق لنسف قصة الغرانيق | إسناده صحيح إلى ابن جبير ...وقد روي موصولاً عن سعيد، ولا يصح                                                                                             |
| 16    | قرَأَ رسولُ اللهِ صلَّى اللهُ عليه وسلَّمَ بمكَّةَ: {وَالنَّجْمِ}، فلمَّا بَلَغَ {أَفَرَأَيْتُمُ اللَّاتَ وَالْعُزَّى * وَمَنَاةَ الثَّالِثَةَ الْأُخْرَى} [النجم: 19، 20] ألْقى الشَّيطانُ في أُمنيتِهِ ما تِلاوتُهُ {تِلْكَ الْغَرَانِيقُ الْعُلَا * وَإِنَّ شَفَاعَتَهُنَّ لَتُرْتَجَى}، فقال المُشركونَ: ما ذكَرَ آلهتَنا بخَيرٍ قبلَ اليَومِ، فسجَدَ وسَجدوا؛ فنَزَلَتْ آيةُ: {وَمَا أَرْسَلْنَا مِنْ قَبْلِكَ مِنْ رَسُولٍ وَلَا نَبِيٍّ إِلَّا إِذَا تَمَنَّى أَلْقَى...} [الحج: 52] الآيةَ. | عبدالله بن عباس                                  | القسطلاني            | إرشاد الساري                   | رُوِي من طرق ضعيفة ومنقطعة لكن كثرة الطرق تدل على أن لها أصلًا.                                                                                            |
| 17    | قرَأ رسولُ اللهِ صلَّى اللهُ عليه وسلَّمَ بمكَّةَ {وَالنَّجْمِ} [النجم: 1] فلمَّا بلَغ {أَفَرَأَيْتُمُ اللَّاتَ وَالْعُزَّى * وَمَنَاةَ الثَّالِثَةَ الْأُخْرَى} [النجم: 19، 20]، ألْقى الشيطانُ على لسانِه: تِلْكَ الْغَرَانِيقُ الْعُلَا ، وَإِنَّ شَفَاعَتَهُنَّ لَتُرْتَجَى، فقال المشرِكونَ: ما ذكَر آلهتَنا بخيرٍ قبلَ اليومِ! فسجَد وسجَدوا، فنزَلتْ هذه الآيةُ: {وَمَا أَرْسَلْنَا مِنْ قَبْلِكَ مِنْ رَسُولٍ وَلَا نَبِيٍّ إِلَّا إِذَا تَمَنَّى أَلْقَى الشَّيْطَانُ فِي أُمْنِيَّتِهِ} الآيةَ [الحج: 52]. | عبدالله بن عباس                                  | القسطلاني            | المواهب اللدنية                | فيه الواقدي |
| 18    | قرَأ رسولُ اللهِ صلَّى اللهُ عليه وسلَّمَ بمكَّةَ {وَالنَّجْمِ} [النجم: 1] فلمَّا بلَغ {أَفَرَأَيْتُمُ اللَّاتَ وَالْعُزَّى * وَمَنَاةَ الثَّالِثَةَ الْأُخْرَى} [النجم: 19، 20]، ألْقى الشيطانُ على لسانِه: تلك الغَرانيقُ العُلى، وإنَّ شفاعتَهنَّ لَتُرتجى، فقال المشرِكونَ: ما ذكَر آلهتَنا بخيرٍ قبلَ اليومِ! فسجَد وسجَدوا، فنزَلتْ هذه الآيةُ: {وَمَا أَرْسَلْنَا مِنْ قَبْلِكَ مِنْ رَسُولٍ وَلَا نَبِيٍّ إِلَّا إِذَا تَمَنَّى أَلْقَى الشَّيْطَانُ فِي أُمْنِيَّتِهِ} الآيةَ [الحج: 52]. | عبدالله بن عباس                                  | القسطلاني            | المواهب اللدنية                | فيه الكلبي، متروك |
| 19    | قرأ رسولُ اللهِ صلَّى اللهُ عليهِ وسلَّم أَفَرَءَيْتُمُ الَّلاتَ وَالْعُزَّى . وَمَنَاةَ الثَّالِثَةَ الْأُخْرَى فألقى الشيطانُ على لسانه : تلك الغَرانيقُ العُلى وشفاعتُهنَّ تُرتَجى ، ففرح بذلك المشركون، وقالوا : قد ذكر آلهتَنا، فجاء جبريلُ عليه السلامُ إلى رسولِ اللهِ صلَّى اللهُ عليهِ وسلَّم وقال : اعرِضْ عليَّ كلامَ اللهِ، فلما عَرض عليه، قال : أما هذا فلم آتِكَ به، هذا من الشيطانِ، فأنزل اللهُ تعالَى : وَمَا أَرْسَلْنَا مِنْ قَبْلِكَ مِنْ رَسُولٍ وَلَا نَبِيٍّ | سعيد بن جبير                                     | الألباني             | نصب المنجنيق لنسف قصة الغرانيق | مرسل |
| 20    | أنَّ نبيَّ اللهِ صلَّى اللهُ عليهِ وسلَّمَ بينما هو يُصلِّي إذ نزلت عليه قصةُ آلهةِ العربِ، فجعل يتلُوها، فسمعَه المشركون، فقالوا : إنَّا نسمعُه يذكرُ آلهتَنا بخيرٍ، فدَنَوْا منه، فبينما هو يقولُ : أَفَرَأَيْتُمُ اللَّاتَ وَ الْعُزَّى * وَ مَنَاةَ الثَّالِثَةَ الْأُخْرَى [ النجمُ ] ، ألقى الشيطانُ : " إنَّ تلك الغرانيقَ العُلَى ، منها الشفاعةُ تُرْتَجَى "، فجعل يتلُوها، فنزل جبريلُ صلَّى اللهُ عليهِ وسلَّمَ فنسخَها، ثم قال له : وَ مَا أَرْسَلْنَا مِنْ قَبْلِكَ . . . | عبدالله بن عباس                                  | الألباني             | نصب المنجنيق لنسف قصة الغرانيق | إسناده ضعيف جداً |
| 21    | عنِ ابنِ عباسٍ قولُه أَفَرَأَيْتُمْ اللَّاتَ وَ العُزَّى وَ مَنَاةَ الثَّالِثَةَ الأُخْرَى قالَ بينَمَا رسولُ اللهِ صلَّى اللهُ عليهِ وسلَّمَ يُصلِي أُنْزِلَتْ عليهِ آلهةُ العربِ فسمعَ المشركُونَ يتلُوهَا وقالُوا إنَّهُ يذكرُ آلهتَنَا بخيرٍ فدنُوا فبينَمَا هو يتلُوها ألقى الشَّيطانُ تلْكَ الغرانيقُ العلى منْهَا الشَّفاعةُ تُرْتَجَى فعلقَ يتلُوها فنزلَ جبريلُ عليهِ السَّلامُ فنسخَهَا ثُمَّ قالَ وَ مَا أَرْسَلْنَا مِن قَبْلِكَ مِن رَسُولٍ وَ لَا نَبِيٍّ... | عبدالله بن عباس                                  | بدر الدين العيني     | عمدة القاري                    | فيه سلسلة ضعفاء |
| 22    | أنَّ النبيَّ صلَّى اللهُ عليهِ وسلَّم كان يتمنَّى أن لا يَعيبَ اللهُ آلهةَ المشركين، فألْقى الشيطانُ في أُمنيَّتِه فقال : إنَّ الآلهةَ التي تُدعَى ، إنَّ شفاعتَهنَّ لَتُرتَجى ، وإنها لَلغَرانيقُ العُلى فنسخ اللهُ ذلك، وأحكم اللهُ آياتِه : أَفَرَءَيْتُمُ الَّلاتَ وَالْعُزَّى حتى بلغ مِنْ سُلْطَانٍ)، قال قتادةُ : لما ألقى الشيطانُ ما ألقى، قال المشركون : قد ذكر اللهُ آلهتَهم بخير، ففرِحوا بذلك، فذكر قولَه : لِيَجْعَلَ مَا يُلْقِي الشَّيْطَانُ فِتْنَةً لِلَّذِينَ فِي قُلُوبِهِمْ مَرَضٌ | قتادة بن دعامة                                   | الألباني             | نصب المنجنيق لنسف قصة الغرانيق | صحيح إلى قتادة، ولكنه مرسل أو معضل |
| 23    | أنَّ النَّبيَّ صلَّى اللهُ عليه وسلَّم قرَأَ سورةَ النَّجمِ بمكَّةَ، فلَمَّا بَلَغ: {أَفَرَأَيْتُمُ الَّلَاتَ وَالْعُزَّى وَمَنَاةَ الثَّالِثَةَ الْأُخْرَى} ألقى الشَّيطانُ على لِسانِه: تِلك الغَرانيقُ العُلَى وإنَّ شَفاعَتَهُنَّ لَتُرتَجَى، فلَمَّا بلَغَ آخِرَ السُّورةِ سَجَد وسَجَد معه المُشرِكونَ والمُسلِمونَ، وقال المُشرِكونَ: ما ذَكَر آلهتَنا بخَيرٍ قبلَ اليَومِ! وشاع في النَّاسِ أنَّ أهلَ مكَّةَ أسلَموا، بسَبَبِ سُجودِهم مع النَّبيِّ صلَّى اللهُ عليه وسلَّم حتَّى رَجَع المهاجِرونَ مِنَ الحَبَشةِ؛ ظَنًّا منهم أنَّ قَومَهم أسلَموا، فوَجَدوهم على كُفْرِهم. |                                                  | محمد الأمين الشنقيطي | دفع إيهام الاضطراب             | قصة الغرانيق لم تثبت |
| 24    | أنَّ النبيَّ صلَّى اللهُ عليهِ وسلَّمَ كان بمكةَ فقرأ سورةَ النجمِ حتى انتهى إلى قوله تعالى { أَفَرَأَيْتُمُ اللَّاتَ وَالْعُزَّى (19) وَمَنَاةَ الثَّالِثَةَ الْأُخْرَى (20)} فجرى على لسانه تلكُ الغرانيقِ العُلى الشفاعةُ منها تُرتَجَى قال فسمع ذلك مشركو مكة فسُرُّوا بذلك فاشتدَّ على رسولِ اللهِ صلَّى اللهُ عليهِ وسلَّمَ فأنزل اللهُ تعالى { وَمَا أَرْسَلْنَا مِنْ قَبْلِكَ مِنْ رَسُولٍ وَلَا نَبِيٍّ إِلَّا إِذَا تَمَنَّى أَلْقَى الشَّيْطَانُ فِي أُمْنِيَّتِهِ فَيَنْسَخُ اللَّهُ مَا يُلْقِي الشَّيْطَانُ ثُمَّ يُحْكِمُ اللَّهُ آيَاتِهِ } | عبدالله بن عباس                                  | الزيلعي              | تخريج الكشاف                   | أجاد القاضي عياض في تضعيفه |
| 25    | أنَّ النبيَّ صلَّى اللهُ عليه وسلَّم كانَ بِمَكةَ فقرأَ سورةَ وَالنَّجْمِ حتى انتَهَى إلى أَفَرَأَيْتُمُ اللَّاتَ وَالْعُزَّى وَمَنَاةَ الثَّالِثَةَ الْأُخْرَى فجرَى على لسانِه تِلْكَ الغَرَانيقُ العُلَى الشفاعةُ منهم تُرْتَجَى قال فسمِعَ بِذَلِكَ مشركو أهلِ مكةَ فسُرُّوا بذلِكَ فاشتَدَّ علَى رسولِ اللهِ صلَّى اللهُ عليه وسلَّم فأنزل اللهُ تباركَ وتعالى وَمَا أَرْسَلْنَا مِن قَبْلِكَ مِن رَّسُولٍ وَلَا نَبِيٍّ إِلَّا إِذَا تَمَنَّى أَلْقَى الشَّيْطَانُ فِي أُمْنِيَّتِهِ فَيَنسَخُ اللهُ مَا يُلْقِي الشَّيْطَانُ ثُمَّ يُحْكِمُ اللهُ آيَاتِهِ إلى قولِهِ عَذَابٌ يَوْمٍ عَقِيمٍ يومُ بدرٍ | عبدالله بن عباس                                  | الهيثمي              | مجمع الزوائد                   | رجاله رجال الصحيح |
| 26    | أنَّ النبيَّ صلَّى اللهُ عليهِ وسلَّمَ كانَ بمكةَ فقرأَ سورةَ النَّجمِ حتَّى انتهى إلى أَفَرَأَيْتُمْ اللَّاتَ وَ العُزَّى وَ مَنَاةَ الثَّالِثَةَ الأُخْرَى فجرى على لسانِهِ تِلْكَ الغرانيقُ العُلَى الشَّفاعةُ منهم تُرْتَجَى قالَ فسمعَ ذلِكَ مشركُو أهلِ مكةَ فسُرُّوا بذلِكَ فاشتدَّ على رسولِ اللهِ صلَّى اللهُ عليهِ وسلَّمَ فأنزلَ اللهُ تعالَى وَ مَا أَرْسَلْنَا مِن قَبْلِكَ مِن رَسُولٍ وَ لَا نَبِيٍّ إِلَّا إِذَا تَمَنَّى أَلْقَى الشَّيْطَانُ في أُمْنِيَّتِهِ فَيَنْسَخُ اللهُ مَا يُلْقِي الشَّيْطَانُ ثُمَّ يُحْكِمُ اللهُ آيَاتِهِ | عبدالله بن عباس                                  | بدر الدين العيني     | عمدة القاري                    | الحديث وإن كان رجاله ثقات فإن الراوي شك فيه كما أخبر عن نفسه فإما شك في رفعه فيكون موقوفاً أو في وصله فيكون مرسلاًَ                                        |
| 27    | قال المشركونَ لرسولِ اللَّهِ صلَّى اللَّهُ عليهِ وسلَّمَ: لو ذكرتَ آلهتَنا في قولِكَ قعَدنا معكَ فإنَّهُ ليسَ معكَ إلا أراذِلُ النَّاسِ وضعفاؤهُم فكانوا إذا رأَونا عندَكَ تحدَّث النَّاسُ بذلكَ فأتوكَ، فقام يصلِّي فقرأَ وَالنَّجْمِ حتى بلغ أَفَرَأَيْتُمُ اللَّاتَ وَالْعُزَّى وَمَنَاةَ الثَّالِثَةَ الْأُخْرَى تلكَ الغَرانيقُ العُلى وشفاعتُهُنَّ تُرتَجى ومثلُهُنَّ لا يُنسى فلما فرغَ من ختم السُّورَةِ سجدَ وسجدَ المسلِمونَ والمشرِكونَ فبلغ الحبشَةَ إنَّ النَّاسَ قد أسلَموا فشقَّ ذلكَ على النَّبِيِّ صلَّى اللَّهُ عليهِ وسلَّمَ فأنزلَ اللَّهُ وَمَا أَرْسَلْنَا مِنْ قَبْلِكَ إلى قولِهِ عَذَابُ يَوْمٍ عَقِيمٍ | أبو العالية                                      | السيوطي              | الدر المنثور                   | إسناده صحيح |
| 28    | خرج النبيُّ صلَّى اللهُ عليه وسلَّمَ إلى المسجد ليصليَ فبينما هو يقرأ، إذ قال : أَفَرَءَيْتُمُ الَّلاتَ وَ الْعُزَّى * وَ مَنَاةَ الثَّالِثَةَ الْأُخْرَى [ النجم ] ، فألْقى الشيطانُ على لسانِه فقال : " تلك الغرانيقُ العُلَى، وإنَّ شفاعَتَها لَتُرْتَجى " حتى إذا بلغ آخر السورةِ سجد وسجد أصحابُه، وسجد المشركون لذكر آلهتِهم فلما رفع رأسَه حملوه فاشتدُّوا به قطري مكةَ يقولون : نبيُّ بني عبدِ منافٍ، حتى إذا جاء جبريلُ عرض عليه فقرأَ ذَيْنَك الحرفَينِ، فقال جبريلُ : معاذ اللهِ أن أكون أقرأْتُك هذا ! فاشتدَّ عليه، فأنزل اللهُ يطيِّبُ نفسَه : (وَ مَا أَرْسَلْنَا مِنْ قَبْلِكَ . . .) | إسماعيل بن عبدالرحمن السدي                       | الألباني             | نصب المنجنيق لنسف قصة الغرانيق | إسناده ضعيف جداً بل موضوع |
| 29    | في قوله وَمَا أَرْسَلْنَا مِنْ قَبْلِكَ مِنْ رَسُولٍ وَ لَا نَبِيٍّ الآية، فإنَّ نبيَّ اللهِ صلَّى اللهُ عليه وسلَّمَ وهو بمكةَ أنزل اللهُ عليه في آلهة العربِ، فجعل يتلو اللاتِ والعُزَّى، ويكثِرُ من ترديدِها، فسمع أهلُ مكةَ النبيَّ صلَّى اللهُ عليه وسلَّمَ يذكر آلهتَهم، ففرحوا بذلك، ودَنَوا يستمعون، فألْقى الشيطانُ في تلاوةِ النبيِّ صلَّى اللهُ عليه وسلَّمَ : " تلك الغرانيقُ العُلى ، و منها الشفاعةُ تُرْتَجى " فقرأها النبيُّ صلَّى اللهُ عليه وسلَّمَ كذلك، فأنزل اللهُ عليه : وَمَا أَرْسَلْنَا مِنْ قَبْلِكَ مِنْ رَسُولٍ وَ لَا نَبِيٍّ إلى قوله : وَ اللهُ عَلِيمٌ حَكِيمٌ | الضحاك بن سفيان الكلابي                          | الألباني             | نصب المنجنيق لنسف قصة الغرانيق | إسناده ضعيف منقطع مرسل |
| 30    | قَدِم نفَرٌ مِن مُهاجِرةِ الحبَشةِ، حينَ قرَأ صلَّى اللهُ عليه وسلَّمَ {وَالنَّجْمِ إِذَا هَوَى} [النجم: 1] حتَّى بلَغ {أَفَرَأَيْتُمُ اللَّاتَ وَالْعُزَّى * وَمَنَاةَ الثَّالِثَةَ الْأُخْرَى} [النجم: 19، 20]، ألْقى الشيطانُ في أُمنيَّتِه - أي: في تلاوتِه -: تلك الغَرانيقُ العُلى، وإنَّ شفاعتَهنَّ لَتُرتجى، فلمَّا ختَم السورةَ، سجَد صلَّى اللهُ عليه وسلَّم، وسجَد معه المشرِكونَ؛ لِتوهُّمِهم أنَّه ذكَر آلهتَهم بخيرٍ، وفشا ذلك في الناسِ، وأظهَرَه الشيطانُ حتى بلَغ أرضَ الحبَشةِ ومَن بها مِن المسلِمينَ؛ عثمانَ بنَ مَظْعونٍ وأصحابَه. وتَحدَّثوا أنَّ أهلَ مكَّةَ قد أسلَموا كلُّهم، وصلَّوا معه صلَّى اللهُ عليه وسلَّم، وقد أَمِن المسلِمونَ بمكَّةَ، فأقبَلوا سِراعًا مِنَ الحبَشةِ. |                                                  | القسطلاني            | المواهب اللدنية                | لها أصل |
| 31    | قالت قريشٌ لرسولِ اللهِ صلَّى اللهُ عليه وسلَّم إنَّما جلساؤُك عبيدُ بني فلانٍ، ومولَى بني فلانٍ ، فلو ذكرتَ آلهتَنا بشيءٍ جالسناك ، فإنَّه يأتيك أشرفُ العربِ ، فإذا رأَوْا جُلَساءَك أشرفَ قومِك كان أرغبَ لهم فيك ، قال : فألقَى الشَّيطانُ في أُمنيَّتِه ، فنزلت هذه الآيةُ : أَفَرَأَيْتُمُ اللَّاتَ وَالْعُزَّى * وَمَنَاةَ الثَّالِثَةَ الْأُخْرَى ، قال : فأجرَى الشَّيطانُ على لسانِه : تلك الغرانيقُ العُلَى ، وشفاعتُهنَّ تُرتجَى ، مثلُهنَّ لا يُنسَى قال : فسجد النَّبيُّ صلَّى اللهُ عليه وسلَّم حين قرأها وسجد معه المسلمون والمشركون ، فلمَّا علِم الَّذي أُجرِي على لسانِه ، كبُر ذلك عليه ، فأنزل اللهُ : وَمَا أَرْسَلْنَا مِنْ قَبْلِكَ مِنْ رَسُولٍ وَلَا نَبِيٍّ إلى قولِه وَاللَّهُ عَلِيمٌ حَكِيمٌ | رفيع بن مهران أبو العالية الرياحي                | الألباني             | نصب المنجنيق لنسف قصة الغرانيق | إسناده صحيح إلى أبي العالية، لكن علته الإرسال |
| 32    | أنَّه صلَّى اللهُ عليه وسلَّمَ لمَّا شَقَّ عليه إعراضُ قومِه عنه، تمنَّى في نفْسِه ألَّا ينزِلَ عليه شَيءٌ يُنَفِّرُهم عنه؛ لحِرْصِه على إيمانِهم، فكان ذاتَ يومٍ جالسًا في نادٍ مِن أنديَتِهم وقد نزَلَ عليه سورةُ {وَالنَّجْمِ إِذَا هَوَى}، فأخَذَ يقرَؤُها عليهم حتَّى بلَغَ قولَه: {أَفَرَأَيْتُمُ اللَّاتَ وَالْعُزَّى (19) وَمَنَاةَ الثَّالِثَةَ الْأُخْرَى} [النجم: 19، 20]، وكان ذلك التَّمنِّي في نفْسِه، فجَرَى على لسانِه ممَّا ألْقاهُ الشَّيطانُ عليه: تلك الغرانيقُ العُلَى، وإنَّ شفاعَتَها لَتُرْتَجى. فلمَّا سمِعَت قُريشٌ ذلك فرِحُوا، ومضى رسولُ اللهِ صلَّى اللهُ عليه وسلَّمَ في قِراءتِه حتَّى ختَمَ السُّورةَ، فلمَّا سجَدَ في آخِرِها سجَدَ معه جميعُ مَن في النَّادي مِن المُسلمينَ والمُشرِكينَ، فتفرَّقَت قُريشٌ مَسرورينَ بذلك، وقالوا: قد ذكَرَ محمَّدٌ آلهَتَنا بأحسَنِ الذِّكْرِ. فأَتاهُ جبريلُ فقال: ما صنَعْتَ؟ تلَوْتَ على النَّاسِ ما لم آتِكَ به عنِ اللهِ. فحزِنَ رسولُ اللهِ صلَّى اللهُ عليه وسلَّمَ، وخاف خوفًا شديدًا، فأنزَلَ اللهُ هذه الآيةَ [{إِلَّا إِذَا تَمَنَّى أَلْقَى الشَّيْطَانُ فِي أُمْنِيَّتِهِ} [الحج: 52]]. |                                                  | الشوكاني             | فتح القدير                     | لم يصح شيء من هذا ولا ثبت بوجه من الوجوه |
| 33    | جلس رسولُ اللهِ صلَّى اللهُ عليه وسلَّم في نادٍ من أنديةِ قريشٍ كثيرٌ أهلُه ، فتمنَّى يومئذٍ ألَّا يأتيَه من اللهِ شيءٌ فينفِروا عنه ، فأنزل اللهُ عليه : وَالنَّجْمِ إِذَا هَوَى * مَا ضَلَّ صَاحِبُكُمْ وَمَا غَوَى فقرأها رسولُ اللهِ صلَّى اللهُ عليه وسلَّم حتَّى إذا بلغ : أَفَرَأَيْتُمُ اللَّاتَ وَالْعُزَّى * وَمَنَاةَ الثَّالِثَةَ الْأُخْرَى ، ألقَى عليه الشَّيطانُ كلمتَيْن : تلك الغرانيقُ العُلَى، وإنَّ شفاعَتَها لَتُرْتَجى فتكلَّم بها ثمَّ مضَى ، فقرأ السُّورةَ كلَّها ، فسجد في آخرِ السُّورةِ ، وسجد القومُ جميعًا معه ، ورفع الوليدُ بنُ المغيرةِ ترابًا إلى جبهتِه فسجد عليه ، وكان شيخًا كبيرًا لا يقدِرُ على السُّجودِ ، فرضوا بما تكلَّم به ، وقالوا : قد عرفنا أنَّ اللهَ يُحيي ويُميتُ ، وهو الَّذي يخلقُ ويرزقُ ، ولكنَّ آلهتَنا هذه تشفَعُ لنا عنده ، إذا جعلتَ لها نصيبًا فنحن معك ، قالا : فلمَّا أمسَى أتاه جبريلُ عليه السَّلامُ فعرض عليه السُّورةَ ، فلمَّا بلغ الكلمتَيْن اللَّتَيْن ألقَى الشَّيطانُ عليه قال : ما جئتُك بهاتَيْن ! فقال رسولُ اللهِ صلَّى اللهُ عليه وسلَّم : افتريتُ على اللهِ ، وقلتُ ما لم يُقَلْ ، فأوحَى اللهُ إليه : وَإِنْ كَادُوا لَيَفْتِنُونَكَ عَنِ الَّذِي أَوْحَيْنَا إِلَيْكَ لِتَفْتَرِيَ عَلَيْنَا غَيْرَهُ وَإِذًا لَاتَّخَذُوكَ خَلِيلًا إلى قولِه : ثُمَّ لَا تَجِدُ لَكَ عَلَيْنَا نَصِيرًا ، فما زال مغمومًا مهمومًا حتَّى نزلت عليه : وَمَا أَرْسَلْنَا مِنْ قَبْلِكَ مِنْ رَسُولٍ وَلَا نَبِيٍّ إِلَّا إِذَا تَمَنَّى أَلْقَى الشَّيْطَانُ فِي أُمْنِيَّتِهِ . . . قال : فسمِع كلٌّ من المهاجرين بأرضِ الحبشةِ أنَّ أهلَ مكَّةَ قد أسلموا كلَّهم ، فرجعوا إلى عشائرِهم وقالوا : هو أحبُّ إلينا ، فوجدوا القومَ قد ارتكسوا حين نسخ اللهُ ما ألقَى الشَّيطانُ | محمد بن كعب القرظي ومحمد بن قيس                  | الألباني             | نصب المنجنيق لنسف قصة الغرانيق | فيه أبو معشر وهو ضعيف - إسناده ضعيف |
| 34    | رأى رسولُ اللهِ صلَّى اللهُ عليه وسلَّمَ من قومِه كفا عنه ، فجلس خاليًا ، فتمنَّى فقال : ليتَه لا ينزلُ عليَّ شيءٌ يُنَفِّرُهم عني ، وقارب رسولُ اللهِ صلَّى اللهُ عليه وسلَّمَ قومَه ، ودنا منهم ، ودنوا منه ، فجلس يومًا مجلسًا في نادٍ من تلك الأنديةِ حولَ الكعبةِ ، فقرأ عليهم (وَ النَّجْمِ إِذَا هَوَى (1)) [ النجم ] ، حتى إذا بلغ : (أَفَرَأَيْتُمُ الَّلاتَ وَ الْعُزَّى* ومَنَاةَ الثَّالِثَةَ الْأُخْرَى)، ألقى الشيطانُ كلمتَينِ على لسانِه : " تلك الغرانيقُ العُلى ، و إنَّ شفاعتَهنَّ لتُرْتَجى "، فتكلَّمَ رسولُ اللهِ صلَّى الله عليه وسلَّمَ بهما ثم مضى ، فقرأ السورةَ كلَّها ، وسجد وسجد القومُ جميعًا ، ورفع الوليدُ بنُ المغيرةِ ترابًا إلى جبهتِه فسجد عليه ، وكان شيخًا كبيرًا لا يقدرُ على السجودِ ، ويقال : إنَّ أبا أُحَيحَةَ سعيدَ بنَ العاصِ أخذ ترابًا فسجد عليه رفعَه إلى جبهتِه ، وكان شيخًا كبيرًا ، فبعضُ الناسِ يقول : إنما الذي رفعَ التُّرابَ الوليدُ ، وبعضُهم يقول : أبو أُحَيحَةَ ، وبعضُهم يقول : كلاهما جميعًا فعل ذلك . فرفضُوا بما تكلَّم به رسولُ اللهِ صلَّى اللهُ عليه وسلَّمَ وقالوا قد عرفنا أنَّ اللهَ يحيي ويميتُ ، ويخلق ويرزقُ ، ولكنَّ آلهتَنا هذه تشفعُ لنا عندَه ، وأما إذ جعلْتَ لها نصيبًا فنحن معك ، فكبُرَ ذلك على رسولِ اللهِ صلَّى اللهُ عليه وسلَّمَ من قولِهم ، حتى جلس في البيتِ ، فلما أمسى أتاه جبريلُ عليه السلامُ ، فعرض عليه السورةَ فقال جبريلُ : جئتُك بهاتين الكلمتَينِ ؟ ! ! فقال رسولُ اللهِ صلَّى اللهُ عليه وسلَّمَ : قلت على اللهِ ما لم يقُلْ ، فأوحى اللهُ إليه : وَ إِنْ كَادُوا لَيَفْتِنُونَكَ عَنِ الَّذِي أَوْحَيْنَا إِلَيْكَ لِتَفْتَرِيَ عَلَيْنَا غَيْرَهُ وَ إِذَا لّا تَّخَذُوكَ خَلِيلًا (73) وَ لَوْلَا أَنْ ثَبِّتْنَاكَ لَقَدْ كِدْتَّ تَرْكَنُ إِلَيْهِمْ شَيْئًا قَلِيلًا (74) إِذًا لَّأَذَقْنَاكَ ضِعْفَ الَحَيَاةِ وَ ضِعْفَ الْمَمَاتِ ثُمَّ لَا تَجِدُ لَكَ عَلَيْنَا نَصِيرًا (75) | محمد بن فضالة الظفيري والمطلب بن عبدالله بن حنطب | الألباني             | نصب المنجنيق لنسف قصة الغرانيق | إسناده ضعيف جداً |
| 35    | فقال المشركون : لو كان هذا الرَّجلُ يذكُرُ آلهتَنا بخيرٍ ، أقررناه وأصحابَه ، فإنَّه لا يذكُرُ أحدًا ممَّن خالف دينَه من اليهودِ والنَّصارَى بمثلِ الَّذي يذكرُ به آلهتَنا من الشَّتمِ والشَّرِّ ، فلمَّا أنزل اللهُ (عزَّ وجلَّ) السُّورةَ الَّتي يذكُرُ فيها : (وَالنَّجْمِ) وقرأ : أَفَرَأَيْتُمُ اللَّاتَ وَالْعُزَّى * وَمَنَاةَ الثَّالِثَةَ الْأُخْرَى ، ألقَى الشَّيطانُ فيها عند ذلك ذِكرَ الطَّواغيتِ فقال : وإنَّهنَّ لمن الغرانيقِ العلَى ، وإنَّ شفاعتَهم لتُرتجَى وذلك من سجعِ الشَّيطانِ وفتنتِه ، فوقعت هاتان الكلمتان في قلبِ كلِّ مشركٍ وذلَّت بها ألسنتُهم ، واستبشروا بها ، وقالوا : إنَّ محمَّدًا قد رجع إلى دينِه الأوَّلِ ودينِ قومِه ، فلمَّا بلغ رسولُ اللهِ صلَّى اللهُ عليه وسلَّم آخرَ السُّورةِ الَّتي فيه سجد وسجد معه كلُّ من حضره من مسلمٍ ومشركٍ ، غيرَ أنَّ الوليدَ بنَ المغيرةِ كان رجلًا كبيرا ، فرفع ملْءَ كفِّه ترابًا فسجد عليه ، فعجِب الفريقان كلاهما من جماعتِهم في السُّجودِ لسجودِ رسولِ اللهِ صلَّى اللهُ عليه وسلَّم ، فأمَّا المسلمون فعجِبوا من سجودِ المشركين من غيرِ إيمانٍ ولا يقينٍ ، ولم يكُنْ المسلمون سمِعوا الَّذي ألقَى الشَّيطانُ على ألسنةِ المشركين وأمَّا المُشركون فاطمأنَّت أنفسُهم إلى النَّبيِّ صلَّى اللهُ عليه وسلَّم ] وأصحابِه لما سمِعوا الَّذي ألقَى الشَّيطانُ في أُمنيةِ النَّبيِّ صلَّى اللهُ عليه وسلَّم [ وحدَّثهم الشَّيطانُ أنَّ النَّبيَّ صلَّى اللهُ عليه وسلَّم قد قرأها في (السَّجدةِ)، فسجدوا لتعظيمِ آلهتِهم ، ففشت تلك الكلمةُ في النَّاسِ وأظهرها الشَّيطانُ حتَّى بلغت الحبشةَ . . فكبُر ذلك على رسولِ اللهِ صلَّى اللهُ عليه وسلَّم فلمَّا أمسَى أتاه جبريلُ ] عليه السَّلامُ ، فشكَا إليه ، فأمره فقرأ عليه ، فلمَّا بلغها تبرَّأ منها جبريلُ عليه السَّلامُ [ وقال : معاذَ اللهِ من هاتَيْن ، ما أنزلهما ربِّي ، لا أمرني بهما ربُّك ! ! فلمَّا رأَى ذلك رسولُ اللهِ صلَّى اللهُ عليه وسلَّم شقَّ عليه ، وقال : أطعتُ الشَّيطانَ ، وتكلَّمتُ بكلامِه وشرَكني في أمرِ اللهِ ، فنسخ اللهُ ] عزَّ وجلَّ [ ما ألقَى الشَّيطانُ ، وأنزل عليه : وَمَا أَرْسَلْنَا مِنْ قَبْلِكَ مِنْ رَسُولٍ وَلَا نَبِيٍّ إلى قولِه : لَفِي شِقَاقٍ بَعِيدٍ . فلمَّا برَّأه اللهُ عزَّ وجلَّ من سجعِ الشَّيطانِ وفِتنتِه انقلب المشركون بضلالِهم وعداوتِهم | عروة بن الزبير                                   | الألباني             | نصب المنجنيق لنسف قصة الغرانيق | رواه الطبراني مرسلا، وقال: وفيه ابن لهيعة، ولا يحتمل هذا من ابن لهيعة                                                                                   |
| 36    | في تسميةِ الذينَ خرجوا إلى أرضِ الحبشةِ المرةَ الأولى قبلَ خروجِ جعفرَ وأصحابِهِ عثمانُ بنُ مظعونٍ وعثمانُ بنُ عفانَ ومعه امرأتُهُ رقيةُ بنتُ رسولِ اللهِ صلَّى اللهُ عليه وسلَّم وعبدُ اللهِ بنُ مسعودٍ وعبدُ الرحمنِ بنُ عوفٍ وأبو حذيفةَ بنُ عتبةَ بنِ ربيعةَ ومعه امرأَتُهُ سهلَةُ بنتُ سُهيلٍ بنِ عمرٍو وولَدَتْ له بأرضِ الحبشَةِ محمدَ بنَ أبي حُذَيْفَةَ والزبيرُ بنُ العوامِ ومُصْعَبُ بنُ عُمَيْرٍ أحدُ بني عبدِ الدارِ وعامرُ بنُ ربيعةَ وأبو سلمةَ بنُ عبدِ الأسدِ وامرأتُهُ أمُّ سلمَةَ وأبو سبْرَةَ بنُ أبي رُهْمٍ ومعه أمُّ كلثومٍ بنتُ سهيلٍ بنِ عمرٍو وسُهَيلُ بنُ بيضاءَ قال ثم رجع هؤلاءِ الذين ذهبوا المرةَ الأولَى قبلَ جعفرَ بنَ أبي طالبٍ وأصحابِهِ حينَ أنزلَ اللهُ السورة التي يُذْكَرُ فيها وَالنَّجْمِ إِذَا هَوَى فقال المشركون لو كان هذا الرجلُ يذكرُ آلهَتَنَا بخيرٍ أقرَرْنَاهُ وأصحابَهُ فإنَّهُ لا يذْكُرُ أحدًا ممَّنْ خالَفَ دينَهُ منَ اليهودِ والنصارَى بمِثْلِ الذي يذكرُ بِهِ آلِهَتَنا مِنَ الشَّتْمِ والشَّرِّ فلما أنزلَ اللهُ السورةَ التي يذكرُ فيها وَالنَّجْمِ وقرأَ أَفَرَأَيْتُمُ اللَّاتَ والْعُزَّى وَمَنَاةَ الثَّالِثَةَ الْأُخْرَى ألقَى الشيطانُ فيها عندَ ذلكَ ذكرَ الطَّوَاغِيتِ فقال وإنَّهُمْ منَ الغَرَانِيقِ العلَى وإنَّ شَفَاعَتَهُمْ لَتُرْتَجَى وذَلِكَ من سجْعِ الشيطانِ وفتنتِهِ فوقعَتْ هاتانِ الكلِمتانِ في قلبِ كلِّ مشركٍ وذَلَّتْ بها ألسنتُهم واستبشرُوا بها وقالوا إنَّ محمدًا قدْ رجعَ إلى دينِهِ الأولِ ودينِ قومِهِ فلمَّا بلَغَ رسولُ اللهِ صلَّى اللهُ عليه وسلَّم آخرَ السورةِ التي فيها النجمُ سجدَ وسجدَ معه كلُّ من حضرَهُ من مُسْلِمٍ ومشركٍ غيرَ أنَّ الوليدَ بنَ المغيرةَ كانَ رجلًا كبيرًا فرفعَ مِلْءَ كفِّهِ ترابًا فسجدَ عليه فعجِبَ الفريقانِ كِلاهُما من جماعَتِهم في السجودِ لسجودِ رسولِ اللهِ صلَّى اللهُ عليه وسلَّم فأمَّا المسلمون فعجِبوا من سجودِ المشركينَ من غيرِ إيمانٍ ولا يقينٍ ولم يكن المسلمونَ سمِعُوا الذي أَلْقَى الشيطانُ على ألسِنَةِ المشركينَ وأمَّا المشركونَ فاطمأَنَّتْ أنفُسُهم إلى النبيِّ صلَّى اللهُ عليه وسلَّم وحدَّثَهم الشيطانُ أنَّ النبيَّ صلَّى اللهُ عليه وسلَّم قدْ قرأَها في السجدَةِ فسجدُوا لتعظيمِ آلهتِهم ففَشَتْ تلْكَ الكَلِمَةُ في الناسِ وأظهرَها الشيطانُ حتى بلغَتْ الحبشَةَ فلمَّا سمِعَ عثمانُ بنُ مظعونٍ وعبدُ اللهِ بنُ مسعودٍ ومَنْ كانَ معهم من أهلِ مكةَ أنَّ الناسَ أسلَمُوا وصاروا مع رسولِ اللهِ صلَّى اللهُ عليه وسلَّم وبلَغَهُم سجودُ الوليدِ بنِ المغيرةِ على الترابِ على كفِّهِ أقبَلُوا سِراعًا فكبُرَ ذلكَ على رسولِ اللهِ صلَّى اللهُ عليه وسلَّم فلمَّا أمْسَى أتاه جبريلُ عليه السلامُ فشكا إليه فأمره فقرَأَ عليه فلمَّا بلغَها تبرَّأَ منها جبريلُ وقال مَعَاذَ اللهِ من هاتَيْنِ ما أنزلَهُما ربي ولا أَمَرَنِي بِهِمَا ربُّكَ فلمَّا رأَى ذَلِكَ رسولُ اللهِ صلَّى اللهُ عليه وسلَّم شَقَّ عليه وقال أطعْتُ الشيطانَ وتَكَلَّمْتُ بكلامِهِ وشَرَكَنِي في أمرِ اللهِ فنسخ اللهُ ما يُلْقِي الشيطانُ وأنزل عليه وَمَا أَرْسَلْنَا مِنْ قَبْلِكَ مِنْ رَّسُولٍ ولا نَبِيٍّ إلَّا إذا تَمَنَّى أَلْقَى الشيطانُ في أُمْنِيَّتِهِ فَيَنْسَخُ اللهُ مَا يُلْقِي الشَّيْطُانُ ثُمَّ يُحْكِمُ اللهُ آياتِهِ وَاللهُ عَلِيمٌ حَكِيمٌ لِيَجْعَلَ مَا يُلْقِي الشَّيْطَانُ فِتْنَةً لِلَّذِينَ فِي قُلُوبِهِم مَّرَضٌ وَالْقَاسِيَةِ قُلُوبُهُمْ وَإِنَّ الظَّالِمِينَ لَفِي شِقَاقٍ بَعِيدٍ فلما برأَهُ اللهُ عزَّ وجلَّ من سجْعِ الشَّيطانِ وفِتْنَتِهِ انقلَبَ المُشْرِكونَ بضلالِهِم وعَدَاوَتِهِمْ . . . . . . . | عروة بن الزبير                                   | الهيثمي              | مجمع الزوائد                   | مرسل وفيه ابن لهيعة ولا يحتمل هذا من ابن لهيعة |

## آراء العلماء في الرواية

### الرافضون
أنكر كثير من أهل العلم الرواية وقالوا إنه لا يمكن أن يقع ذلك من النبي محمد وطعنوا في إسنادها، ومن العلماء من لم ينكرها بل قال إن هذا ليس من كلام النبي محمد بل هو من كلام إبليس لأن الله يقول:﴿وَمَا أَرْسَلْنَا مِنْ قَبْلِكَ مِنْ رَسُولٍ وَلَا نَبِيٍّ إِلَّا إِذَا تَمَنَّى أَلْقَى الشَّيْطَانُ فِي أُمْنِيَّتِهِ فَيَنْسَخُ اللَّهُ مَا يُلْقِي الشَّيْطَانُ ثُمَّ يُحْكِمُ اللَّهُ آيَاتِهِ وَاللَّهُ عَلِيمٌ حَكِيمٌ ۝٥٢﴾ [الحج:52] فالآية القرآنية تذكر بوضوح عبارة (أَلْقَى الشَّيْطَانُ فِي أُمْنِيَّتِهِ)، فالذي ألقى هذا الكلام هو الشيطان وليس النبي محمد، أما الأدلة التي يستند إليها رافضو الرواية فهي:
- يحتوي القرآن على عدة آيات تثبت بأن كلام محمد هو وحي من الله، وأن محمد لا يمكن أن ينطق بآيات تخالف ما كان يدعو إليه من توحيد وعبادة لله وحده كالآيات 46,45,44 من سورة الحاقة ﴿وَلَوْ تَقَوَّلَ عَلَيْنَا بَعْضَ الْأَقَاوِيلِ ۝٤٤ لَأَخَذْنَا مِنْهُ بِالْيَمِينِ ۝٤٥ ثُمَّ لَقَطَعْنَا مِنْهُ الْوَتِينَ ۝٤٦﴾ [الحاقة:44–46] والآيات 4,3 من سورة النجم ﴿وَمَا يَنْطِقُ عَنِ الْهَوَى ۝٣ إِنْ هُوَ إِلَّا وَحْيٌ يُوحَى ۝٤﴾ [النجم:3–4].
- لو حدثت هذه الرواية فعلًا لإرتد كثير من الناس عن الإسلام وآمنوا بآلهة المشركين، لكن كتب التاريخ وغيرها لم تذكر حصول ارتداد للناس عن الإسلام بأعداد كبيرة ودفعة واحدة وقت حصول الحادثة.
- لم يعرف عن النبي محمد منذ بعثته وحتى وفاته احترامه لأصنام المشركين وتقربه منها، فعندما دخل مكة؛ كسر محمد جميع الأصنام والتي كان عددها ثلاثمائة وستين صنمًا حول الكعبة ولم يحترم أديان أهل تلك الأصنام ولم يوقر معبوداتهم ولم يبال بآلهتهم ولا برموزهم، ولم يكتف محمد بذلك بل أرسل أصحابه إلى جميع أقطار الجزيرة العربية ليهدموا الأصنام ويكسروا الأوثان أينما وجدوها.[21]

- يعتقد بعض المؤرخين أن قبيلة قريش التي كانت معروفة بعدائها لمحمد والإسلام هي من اختلقت حادثة الغرانيق وروج لها المنافقون، وكان الهدف من الرواية هو حمل بعض أفراد القبيلة على العودة إلى مكة بعد أن كانوا قد أسلموا وهاجروا إلى الحبشة، والدليل على ذلك هو أن قريش أرسلت وفدا إلى النجاشي حاكم الحبشة طلبت منه رد هؤلاء المهاجرين وكانت هذه الحادثة قبل رواية الغرانيق بفترة قصيرة.[20]
- اختلاف النصوص والصيغ المتعددة للرواية يؤكد أنها موضوعة ومبتدعة، فمرة ذكرت الرواية (وإنَّهُمْ منَ الغَرَانِيقِ العلَى وإنَّ شَفَاعَتَهُمْ لَتُرْتَجَى) ومرة ذكرت (تلك الغرانيقُ العُلى، وإنَّ شفاعتَهنَّ لتُرْتَجى) ومرة ذكرت (تلك الغرانيقُ العُلَى، وشفاعتُهنَّ تُرتجَى، مثلُهنَّ لا يُنسَى).[20]
- لم يصف العرب آلهتهم بكلمة (غرانيق) ولم تأت هذه الكلمة لا في شعر ولا في خطب، ولم تكن هذه الكلمة جارية على ألسنتهم، ولم يُستعمل (الغرنوق) و (الغرنيق) إلا لاستعماله الحقيقي بكونه طائرًا مائيًا أسود أو ابيض وإسمه مالك الحزين، واستعملت الكلمة بشكل مجازي لوصف الشباب الأبيض الجميل.
- لا يستقيم معنى الآيات في سورة النجم لو وضعت معها العبارت في رواية الغرانيق، فالآيات من سورة النجم التي قرأها النبي محمد في صلاته هي: ﴿أَفَرَأَيْتُمُ اللَّاتَ وَالْعُزَّى ۝١٩ وَمَنَاةَ الثَّالِثَةَ الْأُخْرَى ۝٢٠ أَلَكُمُ الذَّكَرُ وَلَهُ الْأُنْثَى ۝٢١ تِلْكَ إِذًا قِسْمَةٌ ضِيزَى ۝٢٢ إِنْ هِيَ إِلَّا أَسْمَاءٌ سَمَّيْتُمُوهَا أَنْتُمْ وَآبَاؤُكُمْ مَا أَنْزَلَ اللَّهُ بِهَا مِنْ سُلْطَانٍ إِنْ يَتَّبِعُونَ إِلَّا الظَّنَّ وَمَا تَهْوَى الْأَنْفُسُ وَلَقَدْ جَاءَهُمْ مِنْ رَبِّهِمُ الْهُدَى ۝٢٣﴾ [النجم:19–23]، وهذه الآيات تذكر بوضوح وحدانية الله وتحارب الأصنام ومسمياتها وتصف عبادتها بأنها اتباع للهوى فلا يمكن أن تأتي بعد هذه الآيات آيات تمدح في الأصنام وتثبت لها الشفاعة وإلا لوقع القرآن في تناقض.

ذكر العديد من المفسرين والمؤرخين أيضا آراءهم في الرواية كما يلي:
- قال البيهقي: رواة هذه القصة كلهم مطعون فيهم. ويقول ايضًا: روى البخاري في صحيحه أن النبى قرأ سورة النجم فسجد وسجد فيها المسلمون والمشركون والإنس والجن وليس فيها حديث «الغرانيق» وقد روى هذا الحديث من طرق كثيرة ليس فيها البتة حديث الغرانيق.
- قال الإمام النووي نقلا عنه «وأما ما يرويه الإخباريون والمفسرون أن سبب سجود المشركين مع رسول الله  ما جرى على لسانه من الثناء على آلهتهم فباطل لا يصح منهم شيء، لا من جهة النقل، ولا من جهة العقل، لأن مدح إله غير الله كفر، ولا يصح نسبة ذلك إلى رسول الله، ولا أن يقوله الشيطان على لسان رسول الله، ولا يصح تسليط الشيطان على ذلك: أي وألا يلزم عدم الوثوق بالوحي.»[22]
- ذكر السيوطي أن للرواية أكثر من ثمانية طرق ثم قال: (قال الحافظ ابن حجر: لكن كثرة الطرق تدل على أن للقصة أصلاً مع أن لها طريقين صحيحين (....) ولا عبرة بقول ابن العربي: أن هذه الروايات باطلة لا أصل لها.[23][24]
- قال الشوكاني: ولم يصح شيء من هذا ولا يثبت بوجه من الوجوه ومع عدم صحته بل بطلانه فقد دفعه المحققون بكتاب الله سبحانه، ثم ذكر بعض الآيات الدالة على البطلان وقال: وقال إمام الأئمة ابن خزيمة إن هذه القصة من وضع الزنادقة.
- يقول الآلوسي في إبطال القصة: «وعلى كل حال فإن الحافظ ابن حجر متفق مع الذين أنكروا القصة على تنزيهه من أن يكون للشيطان تكلم على لسانه عليه الصلاة والسلام».
- فسر ابن كثير هذه الأية حيث قال: «أنه إذا تلى النبي تلاوته ألقى الشيطان في مسامع المشركين فيرفع الله ويبطل ما ألقاه الشيطان ويحكم آياته»[25]
- ابن حزم اعتبر الرواية مكذوبة وقال: «والحديث الذي فيه: وانهن الغرانيق العلا، وان شفاعتهن لترتجى. فكذب بحت لم يصلح من طريق النقل ولا معنى للأشتغال به، إذ وضع الكذب لا يعجز عنه أحد»[26]
- ابن حجر اعتبرها مرسلة وضعيفة.[27]
- ألف الألباني كتاب "نصب المجانيق لنسف قصة الغرانيق وقال:«يرد هذه الرواية من جميع طرقها من حيث الإسناد والمتن».[28]
- القاضي البيضاوي قال: «وقيل إن هاتين الكلمتين لم يتكلم بهما رسول الله، وإنما ارتصد الشيطان سكته عند قوله الأخرى، فقالهما محاكيا نغمته، فظنهما النبي  كما في (شرح المواقف) ومن سمعه أنهما من قوله: أي حتى قال: قلت على الله ما لم يقل، وتباشر بذلك المشركون، وقالوا إن محمدا قد رجع إلى ديننا: أي دين قومه حتى ذكر أن آلهتنا لتشفع لنا، وعند ذلك أنزل الله قوله {وما أرسلنا من قبلك من رسول ولا نبي إلا إذا تمنى ألقى الشيطان في أمنيته} أي قراءته ما ليس من القرآن: أي مما يرضاه المرسل إليهم. وفي البخاري «إذا حدث ألقى الشيطان في حديثه (فينسخ الله ما يلقي الشيطان) يبطله (ثم يحكم الله آياته) أي يثبتها (والله عليم) بالقاء الشيطان ما ذكر (حكيم) في تمكينه من ذلك، يفعل ما يشاء ليميز به الثابت على الإيمان من المتزلزل فيه، ولم أقف على بيان أحد من الأنبياء والمرسلين وقع له مثل ذلك. وفيه كيف يجترئ الشيطان على التكلم بشيء من الوحي. ومن ثم قيل: هذه القصة طعن في صحتها جمع وقالوا إنها باطلة وضعها الزنادقة»: أي ومن ثم أسقطها القاضي البيضاوي.[22]
- أنكر القاضي عياض الرواية وقال: «هذا الحديث لم يخرّجه أحد من أهل الصحة، ولا رواه ثقة بسند سليم متصل وإنما أولع به المفسرون المؤرخون، المولعون بكل غريب، المتلقّفون من الصحف كل صحيح وسقيم.»[22][29]
- قال الفخر الرازي: «هذه القصة باطلة موضوعة، لا يجوز القول بها. قال الله {وما ينطق عن الهوى إن هو إلا وحي يوحى} أي الشيطان لا يجترئ أن ينطق بشيء من الوحي.»[22]
- أنكر ابن كثير الرواية وقال: «أن أصل الرواية من الصحيح، وقصة الغرانيق مرسلة وسندها غير صحيح».[30][31]
- أما المحامي والكاتب والداعية الإسلامي المصري حسن أبو الأشبال فقد اعتبر جميع هذه الروايات باطلة بسبب تناقضها فمرة تذكر الروايات النبي محمد وهو يصلي، ومرة وهو ساه، ومرة على لسانه وهو متيقظ.[32]

### المثبتون لها
- أثبت الحافظ ابن حجر قصة الغرانيق في كتابه (فتح الباري) واعتبر إن كثرة طرق الرواية وضم بعضها إلى بعض يعطي ويشعر أن لهذه الرواية أصلاً، يقول الحافظ: «مجموع هذه الأسانيد يرقي الرواية ويجعلها مقبولة، مع الإقرار اليقيني بأن النبي عليه الصلاة والسلام معصوم وأنه لا يقر على باطل، فلما جاء هذا على لسانه من وحي الشيطان أنزل الله تبارك وتعالى عصمته بعد ذلك».[33] لكن العلماء يعتبرون أنه سقط بهذه الأسانيد سقطة عظيمة جداً، وقد رد عليه غير واحد من أئمة العلم بخطئه في ذلك بأن انضمام الطرق وكثرتها ليست على الإطلاق يقوي بعضها بعضاً، بل إذا رويت هذه الطرق من طريق الكذابين والوضاعين والمفترين والملاحدة فإنها لا تزيد الرواية إلا ضعفاً ورداً وفساداً وبطلاناً، فكل رواية من هذه الروايات اشتملت على كذاب أو وضاع أو مفتر أو ملحد أو غير ذلك ممن هو مطعون عليه في دينه وروايته.[33]